# John Crowe Ransom
John Crowe Ransom (30. dubna 1888 Pulaski, Tennessee, USA – 3. července 1974 Gambier, Ohio, USA) byl americký pedagog, vědec, literární kritik, básník a esejista. Je považován za zakladatele školy literární kritiky „nová kritika“.